# Maria Antonia Koháry
Maria Antonia, Prințesă Koháry de Csábrág și Szitnya (n. 2 iulie 1797, Buda, Monarhia Habsburgică – d. 25 septembrie 1862, Viena, Imperiul Austriac) a fost o aristocrată maghiară și strămoașă de regi și împărați.

## Familia și căsătoria
Maria Antonia s-a născut în cetatea Buda. A fost unica fiică a prințului Ferenc József Koháry⁠(de)[traduceți] și a contesei Maria Antoaneta Josefa von Waldstein-Wartenberg. Ea a moștenit titlul și bunurile imobiliare ale tatălui ei, evaluate pe atunci la 20 de milioane de franci și aflate pe teritoriul actual al Slovaciei.
S-a căsătorit pe 30 noiembrie 1815, la Viena, cu Prințul Ferdinand de Saxa-Coburg și Gotha. Din căsătoria lor au rezultat patru copii:
- Prințul Ferdinand de Saxa-Coburg-Gotha, ulterior Regele-Consort Ferdinand al II-lea al Portugaliei
- Prințul August de Saxa-Coburg-Gotha (1818-1881)
- Prințesa Victoria de Saxe-Coburg and Gotha (1822-1857), Ducesă de Nemours
- Prințul Leopold de Saxa-Coburg-Gotha (1824-1884)

Prin copiii lor, Maria Antonia și Ferdinand sunt strămoșii mai multor suverani: Petru al V-lea al Portugaliei, Carol I al Portugaliei, Manuel al II-lea al Portugaliei, Frederic August al III-lea al Saxoniei (ultimul rege al Saxoniei), Carol I al Austriei, Carol al II-lea al României, Mihai al României, Ferdinand I al Bulgariei, Boris al III-lea al Bulgariei, Simeon al II-lea al Bulgariei, precum și ai pretendentului orléanist la tronul Franței, Henri d'Orléans, Conte de Paris.
Maria Antonia a murit la Viena în 1862.